# W. G. Snuffy Walden

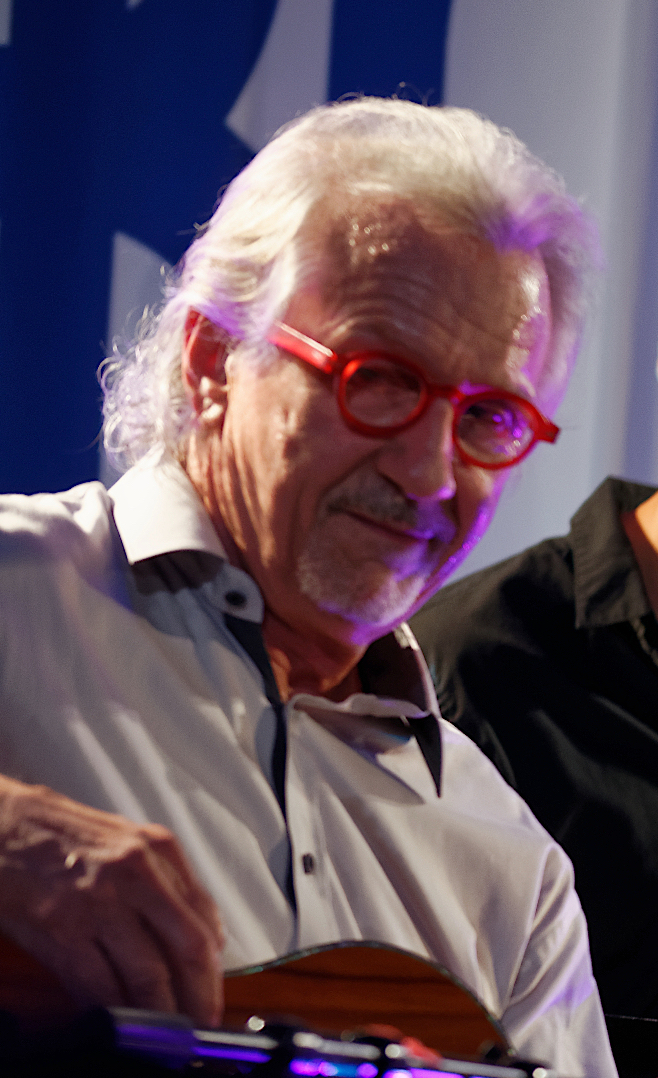
W. G. Snuffy Walden

William Garrett Walden (auch bekannt als Snuffy Walden oder W. G. Snuffy Walden; * 13. Februar 1950 in Louisiana) ist ein US-amerikanischer Komponist und Musiker.
Bekannt wurde Walden vor allem durch seine Kompositionen für populäre Fernsehserien wie Ellen, Allein gegen die Zukunft, Roseanne, Willkommen im Leben, Sports Night und Die besten Jahre sowie für Stephen Kings The Stand – Das letzte Gefecht.
Im Jahr 2000 erhielt Warden einen Emmy für „Outstanding Achievement in Main Title Theme Music“ der Fernsehserie The West Wing – Im Zentrum der Macht. Mehr als zehnmal gewann er einen Preis bei den BMI Film & TV Awards, so u. a. 1994, 1995 sowie 1997.
Als Musiker trat er unter anderem mit Chaka Khan, Eric Burdon und Donna Summer auf. Er spielte als Gitarrist zwei Alben mit der Bluesrock-Band Stray Dog ein (Stray Dog, 1973, und While You're Down There, 1974).

## Filmografie (Auswahl)
- 1987–1990: Die besten Jahre (Thirtysomething, Fernsehserie)
- 1993–1997: Roseanne (Fernsehserie)
- 1994: Stephen Kings The Stand – Das letzte Gefecht (The Stand)
- 1994: Willkommen im Leben (My So-Called Life, Fernsehserie)
- 1994–1998: Ellen (Fernsehserie)
- 1996: Ich begehre deinen Sohn (A Friend’s Betrayal)
- 1996–2000: Allein gegen die Zukunft (Early Edition, Fernsehserie)
- 1999–2001: Providence (Fernsehserie)
- 1999–2002: Noch mal mit Gefühl (Once and Again, Fernsehserie)
- 1999–2006: The West Wing – Im Zentrum der Macht (The West Wing, Fernsehserie)
- 2003: Boomtown (Fernsehserie, sechs Episoden)
- 2005–2006: Surface – Unheimliche Tiefe (Surface, Fernsehserie)
- 2006–2007: Kidnapped – 13 Tage Hoffnung (Kidnapped, Fernsehserie)
- 2006–2007: Studio 60 on the Sunset Strip (Fernsehserie)
- 2006–2011: Friday Night Lights (Fernsehserie)
- 2008–2009: Lipstick Jungle (Fernsehserie)
- 2010: Huge (Fernsehserie)
- 2011–2012: A Gifted Man (Fernsehserie)